# Franciscus Cools
Franciscus Cools (Eernegem, 22 april 1790 – 5 juni 1862) was een Belgische politicus en burgemeester van Eernegem.

## Biografie
Cools werkte in Eernegem als kruidenier.
Hij was er ook in de gemeentepolitiek actief. Cools werd in 1823 voorgedragen voor de gemeenteraad, maar raakte niet verkozen. Hoewel hij in 1825 wel verkozen werd, ging hij niet zetelen aangezien hij gemeenteontvanger wilde worden, wat echter niet lukte. In 1830 greep hij nogmaals naast de functie als gemeenteontvanger.
In 1838 was de Eernegemse burgemeester Franciscus Devolder overleden; plaatsvervangend burgemeester tot de verkiezingen was eerste schepen Pieter Pottier. In 1840 werd dan Franciscus Cools benoemd tot burgemeester buiten de raad, op voorstel van de gemeenteraad. Hij bleef burgemeester tot 1848, toen hij zich niet meer verkiesbaar stelde. Hij werd in 1851 weer gemeenteraadslid, maar stopte in 1857 met politiek. Hij werd opgevolgd door Joseph Van Sieleghem